# Caproni-Campini N.1
Caproni-Campini N.1 (také známý pod označením Campini Caproni CC 2) byl italský experimentální reaktivní letoun. Po německém He 178  to byl druhý létající proudový letoun na světě.

## Vývoj
Pohon zajišťoval motokompresorový proudový motor. Ten se skládal z pístového motoru, který však nepoháněl vrtuli, nýbrž kompresor. Vzduch byl stlačen kompresorem a vháněn do spalovací komory, do níž bylo vstřikováno palivo. Tah vyvozoval buď pouze proud stlačeného vzduchu, nebo navíc přídavné spalování. V letech 1940 a 1941 byly vyrobeny dva letové prototypy a jeden pro pozemní zkoušky. 
Koncepci pohonu letounu navrhl inženýr Secondo Campini v roce 1931. Projekt se mu podařilo prosadit do armádních plánů až v roce 1934, ale skutečná realizace projektu nastala vlivem války v Habeši a začátku 2. světové války až v roce 1940. První prototyp, který pilotoval Mario De Bernardi, poprvé vzlétl 27. srpna 1940 v Taliedu.  Výkony stroje nebyly příliš oslnivé a koncepce se ukázala jako slepá ulička vývoje. Letoun byl ale Mussoliniho režimem propagandisticky využit.  Po válce první z prototypů zkoumali v Anglii odborníci Royal Air Force. V roce 1952 byl zrestaurován u společnosti Caproni v Ponte San Pietro a umístěn v Museo della Scienzia e della Technica v Miláně. Druhý prototyp byl zničen již během války v Guidonii.
Letoun byl celokovový dolnoplošník. V přídi byl umístěn třístupňový kompresor, za nímž byl pístový motor Isotta Fraschini „Asso“ L 121 RC-40 o výkonu 662 kW. Dále následovala kabina pilotů a v zadní části letounu byla spalovací komora a tryska s regulačním výstupním kuželem.

## Specifikace

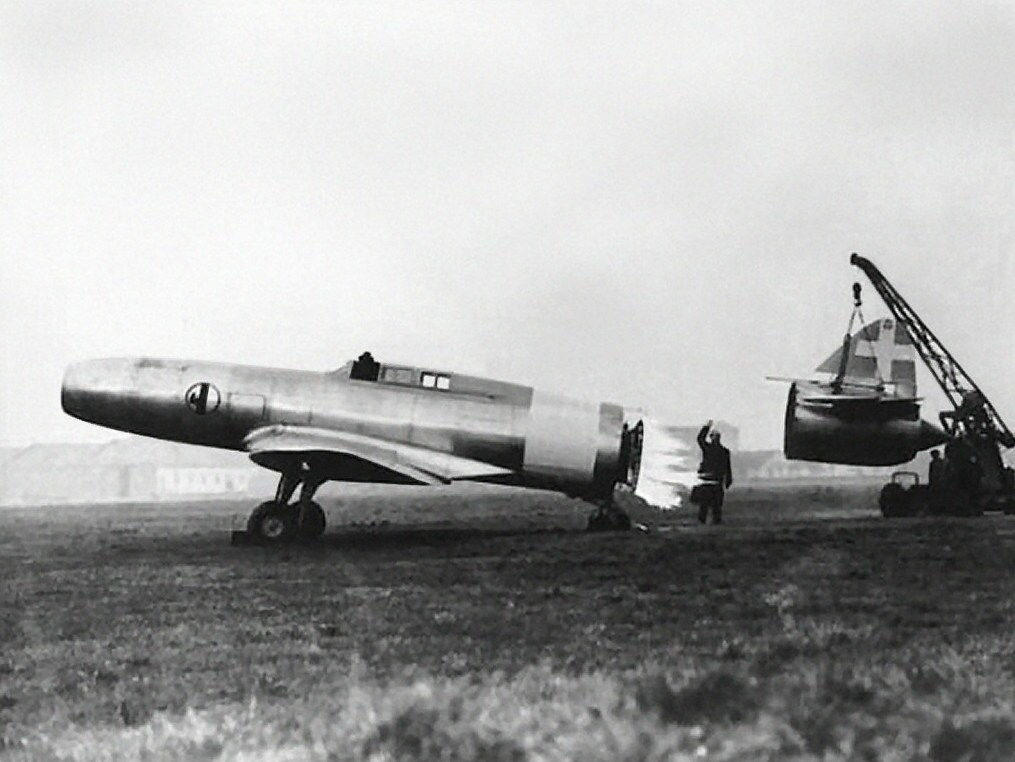
Motorová zkouška N.1

### Technické údaje
- Osádka: 2
- Délka: 13,12 m
- Výška: 4,70 m
- Rozpětí: 15,86 m
- Nosná plocha: 36,52 m²
- Prázdná hmotnost: 3 460 kg
- Vzletová hmotnost: 4 409 kg
- Pohonná jednotka:
- Výkon pístového motoru: 500 kW
- Tah motoru: 6,8 kN, s přídavným spalováním 7,4 kN

### Výkony
- Rychlost (ve výšce 3000 m): 329 km/h, s přídavným spalováním 375 km/h
- Dostup: 3950 m
- Dolet: 3520 km